# 克拉克斯頓 (喬治亞州)
克拉克斯頓（英語：Claxton）是一個位於美國喬治亞州埃文斯縣的城市。根據2010年美國人口普查，該地人口為7277人，而該地的面積約為4.54平方千米。同時該地也是埃文斯縣的縣治。

## 地理
克拉克斯頓的座標為32°09′39″N 81°54′31″W / 32.16083°N 81.90861°W，而該地的平均海拔高度為56米（即184英尺）。